# Dysmachus setiger
Dysmachus setiger là một loài ruồi trong họ Asilidae. Dysmachus setiger được Loew miêu tả năm 1848. Loài này phân bố ở vùng Cổ Bắc giới.